# Pleurocoronis laphamioides
Pleurocoronis laphamioides là một loài thực vật có hoa trong họ Cúc. Loài này được (Rose) R.M.King & H.Rob. miêu tả khoa học đầu tiên năm 1966.